# Hanley Ramírez
Hanley Ramírez (nascido em 23 de dezembro de 1983) é um jogador profissional de beisebol dominicano atuando como defensor interno e rebatedor designado pelo Cleveland Indians da Major League Baseball (MLB). Tem 1,88 m. de altura e 106 kgs. Ramírez foi convocado três vezes para o All-Star Game e recebeu o prêmio de Novato do Ano da National League em 2006. Também jogou pelo Florida / Miami Marlins, Los Angeles Dodgers e Boston Red Sox.
Ramírez se estabeleceu como um jogador de elite através dos anos. com uma média de aproveitamento ao bastão de 30%. Entretanto, é considerado um shortstop fraco, motivo pelo qual, quando retornou ao time do Red Sox jogou como campista esquerdo pela primeira vez na carreira, com resultados ainda mais fracos. Na temporada de 2016, pelo Boston Red Sox, ele foi movido para a posição de primeira base, uma mudança que produziu bons resultados tanto de forma ofensiva como defensiva.